# (2315) Czechoslovakia
(2315) Czechoslovakia es un asteroide perteneciente al cinturón de asteroides, descubierto el 19 de febrero de 1980 por Zdeňka Vávrová desde el Observatorio Kleť, České Budějovice, República Checa.

## Designación y nombre
Designado provisionalmente como 1980 DZ. Fue nombrado Czechoslovakia en homenaje a Checoslovaquia país de nacimiento de la descubridora.